# IAR 826
Lo IAR 826 era un aereo agricolo monomotore multiruolo ad ala bassa  sviluppato negli anni settanta e prodotto inizialmente dall'azienda rumena Intreprinderea de Reparatii Material Aeronautic (IRMA) e successivamente dalla Industria Aeronautică Română (IAR).
Sviluppato dal precedente IAR 822 ne risultava essere l'evoluzione realizzata interamente in metallo e destinato al mercato civile in una serie di compiti diversi tra i quali il traino alianti o il trasporto leggero.

## Storia

### Sviluppo
Dopo il successo degli IAR 821 ed 822 realizzati a cavallo del 1970, negli anni seguenti l'ufficio tecnico diretto da Radu Manicatide presso l'Institutul de Mecanica Fluidelor si Cercetari Aerospatiale (IMFCA) (Istituto di Meccanica dei Fluidi e della Ricerca Aerospaziale), sviluppò ulteriormente il progetto iniziale con un nuovo modello multiruolo anche se manteneva l'originaria impostazione ad uso agricolo.
La costruzione del prototipo, al quale venne assegnata la designazione IAR 826, venne assegnata all'azienda Intreprinderea de Reparatii Material Aeronautic (IRMA) che si concretizzò nel 1973.

## Descrizione tecnica
Lo IAR 822 riproponeva l'aspetto dei precedenti modelli, monomotore monoplano ad ala bassa con carrello fisso.
La fusoliera caratterizzata dall'unico abitacolo chiuso destinato al pilota, progettato per rimanere intatto dopo un impatto al suolo in caso di incidente, preceduto da un serbatoio per i prodotti chimici da 800 L, corrispondente a 600–630 kg, in corrispondenza del centro di gravità del velivolo. Posteriormente terminava in un impennaggio classico monoderiva realizzato con elementi in legno.
L'ala, montata bassa sulla fusoliera, era dotata di alettoni e flap.
Il carrello d'atterraggio era un semplice biciclo anteriore fisso integrato posteriormente da un ruotino d'appoggio posizionato sotto la coda.
La propulsione era affidata ad un motore Lycoming IO-540-G1D5, un motore a sei cilindri contrapposti raffreddato ad aria in grado di erogare una potenza pari a 290 hp (216 kW), collocato all'apice anteriore della fusoliera racchiuso in un cofano metallico dotato di una coppia di prese d'aria laterali ed abbinato ad un'elica bipala metallica Hartzell a passo variabile.